# Washington Darts
San Diego Toros – amerykański klub piłkarski mający siedzibę w stanie Waszyngtonie. Drużyna występowała w lidze ASL (1967–69) oraz NASL (1970–71). Zespół istniał w latach 1967–1971.

## Historia
W grudniu 1963 roku, szkocki imigrant Norman Sutherland i piłkarze założyli w Waszyngtonie amatorski klub piłkarski, Washington Britannica. W latach 1967–1969 zespół występował w lidze ASL, w której dwukrotnie zdobywała mistrzostwo (1968, 1969). Potem przeszedł do NASL, gdzie w sezonie 1970 zdobył wicemistrzostwo ligi. Po nieudanym sezonie 1971 klub został rozwiązany i przeniósł swoją siedzibę do Miami i od tego czasu zaczął występować pod nazwą Miami Gatos.

## Osiągnięcia

### ASL
- Mistrz ASL: 1968, 1969

### NASL
- Wicemistrz NASL: 1970

### Nagrody indywidualne
Jedenastka Sezonu NASL
- 1970: Lincoln Phillips, Willie Evans, Billy Fraser, Leroy DeLeon

## Sezon po sezonie
| Sezon   | Liga | Z  | R | P  | Pkt | Sezon                         | Playoff                |
| ------- | ---- | -- | - | -- | --- | ----------------------------- | ---------------------- |
| 1967–68 | ASL  | 7  | 6 | 2  | 16  | 2.miejsce, Pierwsza Dywizja   | Nie zakwalifikował się |
| 1968    | ASL  | 9  | 1 | 1  | 19  | 1.miejsce                     | Mistrz                 |
| 1969    | ASL  | 14 | 1 | 5  | 33  | 1.miejsce, Dywizja Południowa | Mistrz                 |
| 1970    | NASL | 14 | 6 | 4  | 137 | 1.miejsce, Dywizja Południowa | Finalista              |
| 1971    | NASL | 8  | 6 | 10 | 111 | 3.miejsce, Dywizja Południowa | Nie zakwalifikował się |

## Trenerzy
- 1967–1971:  Norman Sutherland